# Stato Pallavicino
Il cosiddetto Stato Pallavicino, originariamente feudo imperiale mediato ossia sottoposto a un altro Stato e nello specifico quello Milanese, comprendeva i marchesati di Busseto e di Cortemaggiore, amministrati da due rami dell'omonima dinastia: fu una piccola entità autonoma di natura feudale, situata nell'attuale Emilia occidentale e incuneata nei possedimenti pontifici, poi del ducato di Parma e Piacenza; confinava a nord con il territorio cremonese nel ducato di Milano.

## Storia

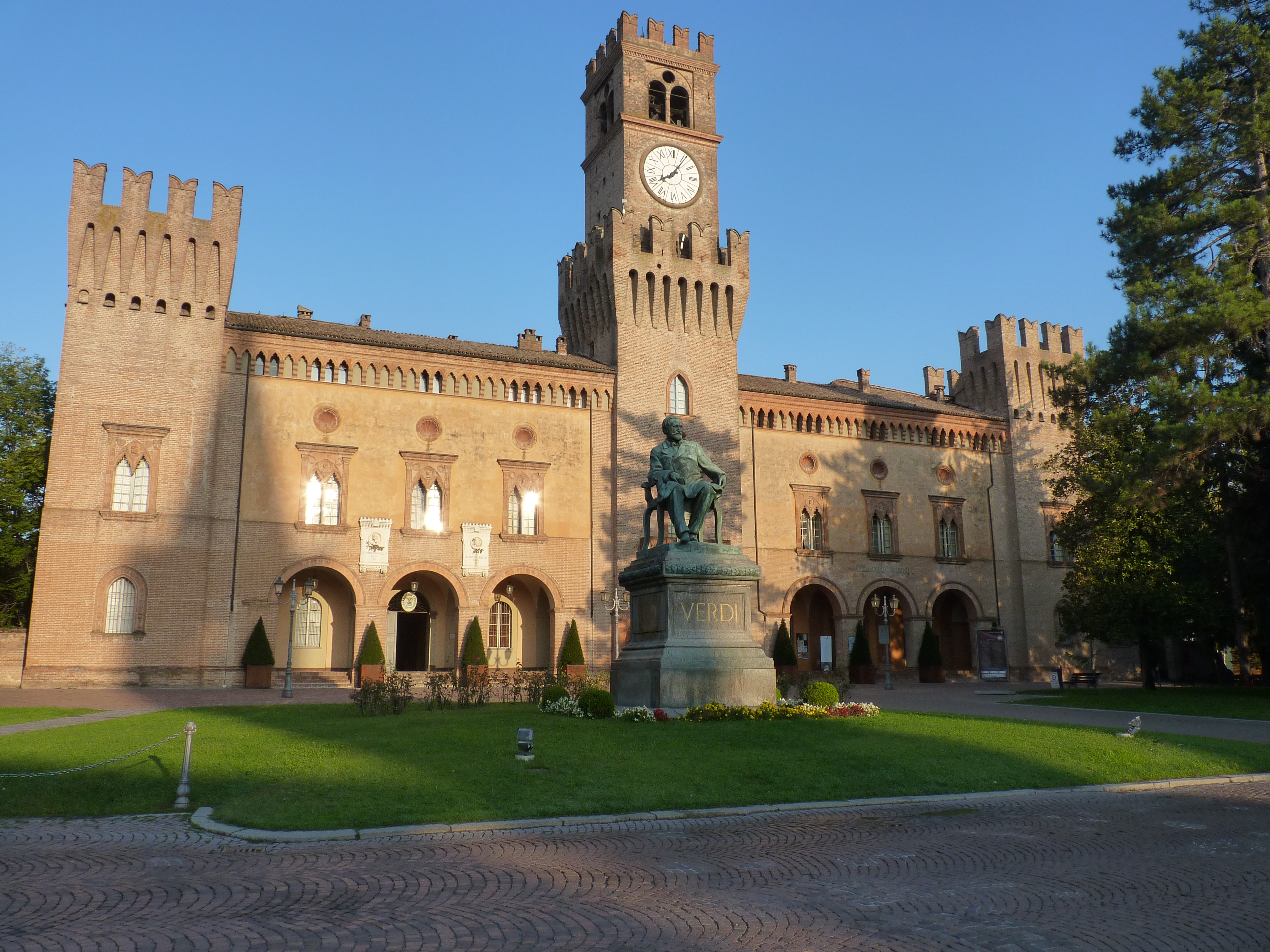
Il castello di Busseto

Corrispondeva all'antica contea obertenga dell'Aucia, che con le successive divisioni ereditarie della stirpe, appartenne alle linee dei Pallavicino, i quali dopo aver ottenuto alcune investiture imperiali, riuscirono a raggiungere una certa autonomia.
Situato presso le zone d'influenza di Piacenza, Parma e Cremona, riuscì a conservare l'indipendenza nei secoli, anche grazie alle alleanze che i marchesi Pallavicino strinsero con i Visconti e gli Sforza, duchi di Milano.
Le controversie tra le propaggini della casata, tuttavia, indebolirono i marchesati che caddero sotto l'influenza viscontea con il ruolo di feudo camerale, cioè strettamente controllato sotto il profilo tributario e giurisdizionale.

### La nascita dello Stato Pallavicino
Rolando il Magnifico, figlio naturale di Niccolò Pallavicino, ereditò nel 1401 il grande patrimonio terriero paterno, comprendente nel 1395 i feudi di Busseto, Borgo San Donnino, Solignano, Ravarano, Monte Palerio, Tabiano, Bargone, Serravalle, Pietramogolana, Parola, Castelvecchio di Soragna, Soragna, Costamezzana, Medesano, Noceto, Rivo Sangonario, Corte Redalda, Castione de' Marchesi, Varano de' Melegari, Polesine di San Vito, Zibello, Santa Croce e Ragazzola nel Parmense, oltre a numerosi territori all'interno dei vescovadi di Volterra, Lucca, Cremona e Piacenza.
Nel 1413 il marchese Orlando ottenne la conferma dei privilegi feudali dall'imperatore del Sacro Romano Impero Sigismondo di Lussemburgo; negli anni seguenti ingrandì ulteriormente i propri domini e soprattutto intraprese l'opera di riorganizzazione amministrativa del potente Stato Pallavicino, emanando nel 1429 gli Statuta Pallavicinia, comprendenti una serie di norme di natura giuridica per disciplinare le istituzioni e le leggi del marchesato.
Busseto divenne il centro principale della regione insieme a Cortemaggiore, trasformata successivamente in "città ideale" a partire dal 1479 dal marchese Gian Lodovico I.
Tuttavia, nel 1441 Niccolò Piccinino attaccò su più fronti lo Stato Pallavicino, costringendo Rolando il Magnifico ad asserragliarsi nella rocca di Busseto; il condottiero cinse d'assedio il maniero e dopo alcuni scontri ebbe la meglio sul Pallavicino, che si rifugiò dapprima a Venezia e successivamente a Ferrara; tutti i feudi furono incamerati da Filippo Maria Visconti e in buona parte assegnati al Piccinino. Rolando cercò di rientrare in possesso dei propri beni e nel 1445 diede prova di lealtà al Duca di Milano, che acconsentì alla restituzione di quasi tutte le terre confiscate, a eccezione di Monticelli d'Ongina e alcuni altri feudi donati al Piccinino.

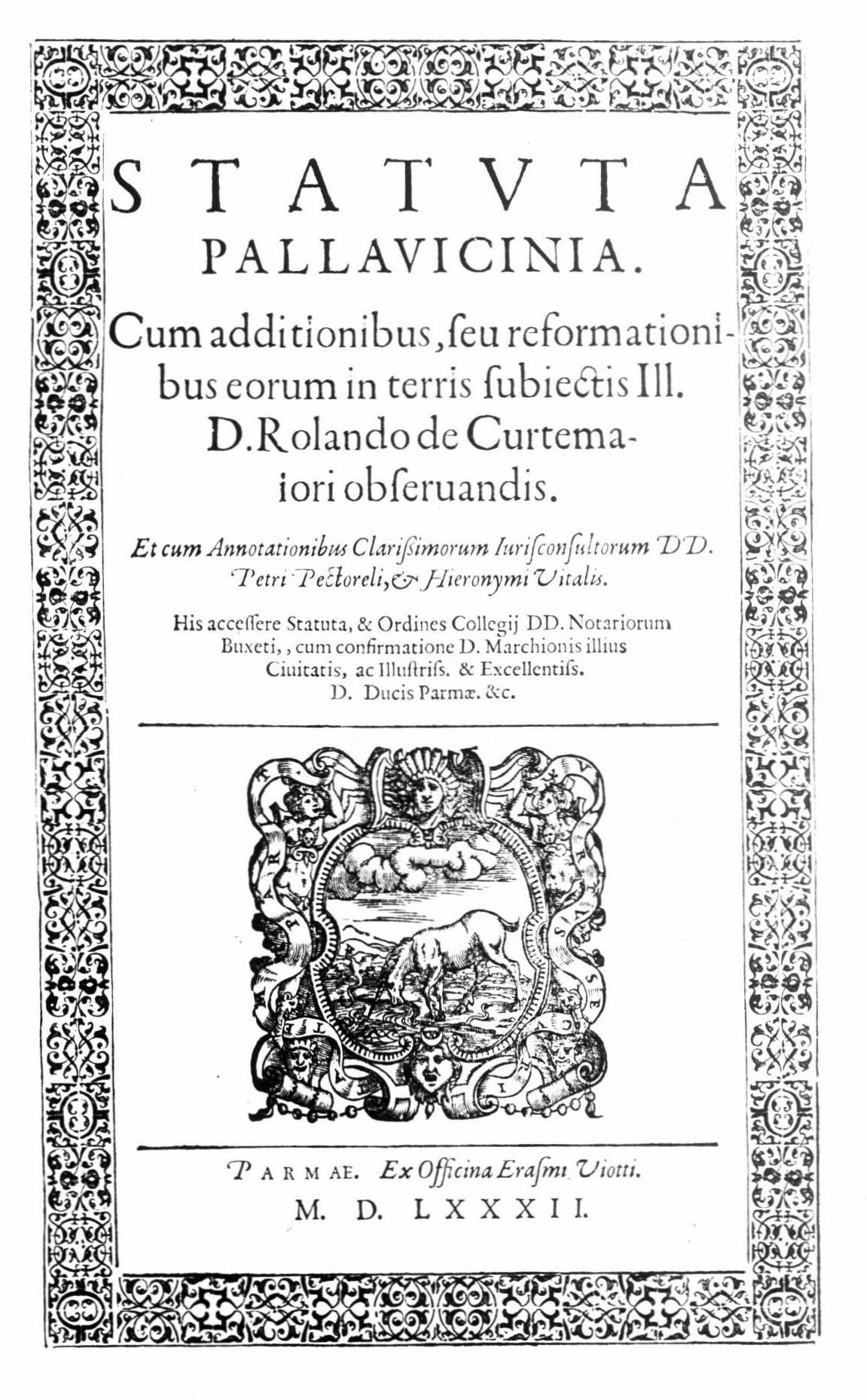
Gli statuti dello Stato Pallavicino (Statuta Pallavicinia, 1582)

### La frammentazione dello Stato Pallavicino
Alla morte di Orlando nel 1457, contravvenendo in parte alle disposizioni testamentarie che prevedevano che lo Stato non venisse frammentato in più parti a eccezione dei soli castelli di Solignano, Varano de' Marchesi e Costamezzana, in mancanza di accordo il suo patrimonio fu spartito tra i suoi 7 figli per volere di Francesco Sforza il quale, intenzionato a indebolire la potenza dello Stato Pallavicino, aveva fomentato i dissidi tra i fratelli:
- Nicolò, primogenito, divenne marchese di Varano de' Marchesi, ereditando inoltre i feudi di Miano, Castelguelfo e Gallinella;
- Oberto divenne marchese di Tabiano, ereditando inoltre i feudi di Castellina e, per metà col fratello Gianfrancesco, Solignano;
- Gian Lodovico I e Pallavicino divennero marchesi di Busseto, con la pertinenza di Cortemaggiore, ereditando inoltre il feudo di Bargone;
- Giovan Manfredo divenne marchese di Polesine, ereditando inoltre il feudo di Costamezzana;
- Carlo, vescovo di Lodi, divenne marchese di Monticelli d'Ongina;
- Gianfrancesco, ultimogenito, divenne marchese di Zibello, ereditando inoltre, per metà col fratello Oberto, Solignano[9].

Lo Stato Pallavicino subì un'ulteriore frammentazione nel 1479 quando, a causa dei dissidi sorti tra i due fratelli Gian Lodovico I e Pallavicino, Cortemaggiore fu creata marchesato autonomo nelle mani del primo, mentre Busseto rimase al secondo.
Nel 1500 il marchese di Cortemaggiore Rolando II il Gobbo promulgò le Reformationes et Additiones Statutorum Castri Lauri Antiquorum, a integrazione degli Statuta Pallavicinia emanati dal nonno Rolando il Magnifico nel 1429.
Nel 1569 i cugini Gerolamo, marchese di Busseto, e Sforza, marchese di Cortemaggiore, privi entrambi di figli maschi, si accordarono sulla successione dei due feudi, stabilendo che chi dei due fosse sopravvissuto all'altro ne avrebbe ereditato il patrimonio e che alla morte di questi lo Stato Pallavicino riunito sarebbe passato ad Adalberto, figlio naturale di Galeazzo I, zio di Gerolamo; tuttavia, Adalberto morì nel 1570, perdendo la possibilità di succedere al trono nonostante la nascita del figlio Galeazzo II.
Il 23 maggio del 1579 morì Gerolamo e il marchese Sforza gli succedette, riunendo i due feudi in un unico stato, comprendente nel 1580 Cortemaggiore, Fiorenzuola, Monticelli d'Ongina, Castelvetro, San Rocco, Busseto, Vidalenzo, Sant'Andrea, Samboseto, Frescarolo, Salsomaggiore, Bargone, Costamezzana, Soarza e Villanova. Nel 1584 Sforza emanò i Capitoli del Consiglio di Comunità di Cortemaggiore, a ulteriore integrazione del corpo statutario stilato dal nonno Rolando II e dal trisavolo Rolando il Magnifico; i Capitoli rimasero in vigore per regolamentare il consiglio di Comunità di Cortemaggiore fino alla sua soppressione sancita da Napoleone nel 1806.

### La fine dello Stato Pallavicino
Il 4 febbraio del 1585 morì anche il marchese Sforza, nominando suo erede universale Alessandro Pallavicino di Zibello, che, in base agli accordi col duca di Parma Ottavio Farnese, ne sposò la figlia naturale Lavinia. Il 2 settembre del 1587 il nuovo duca Alessandro Farnese incaricò il figlio Ranuccio I di prendere possesso dello Stato Pallavicino; a nulla valsero le proteste del marchese che, imprigionato alla Rocchetta di Parma, fu costretto a cedere alla Camera Ducale le terre ereditate; sopravvisse invece il marchesato di Zibello, soppresso soltanto in seguito all'occupazione napoleonica del 1805.
Nel 1613 Gerolamo Galeazzo III Pallavicino, figlio di Galeazzo II, ricorse al Tribunale della Rota Romana contro Alessandro Pallavicino e dunque indirettamente contro Ranuccio I Farnese, rivendicando i propri diritti di successione in qualità di figlio adottivo; dopo aver ottenuto una sentenza favorevole, si rivolse nel 1633 all'imperatore Ferdinando II d'Asburgo, che il 17 marzo del 1636 lo investì formalmente dei diritti sullo Stato Pallavicino. Nel mese di settembre, dopo l'occupazione di Busseto e Cortemaggiore da parte dell'esercito spagnolo, Galeazzo III riprese possesso del marchesato; tuttavia, in seguito alla stipula della pace tra il re di Spagna Filippo IV e il duca di Parma Odoardo I Farnese, nel mese di febbraio del 1637 fu definitivamente ripristinata la sovranità farnesiana sullo Stato Pallavicino.
Nonostante l'annessione, le terre dell'antico Stato Pallavicino mantennero, analogamente a quelle dello Stato Landi sull'Appennino parmense, una relativa autonomia all'interno del ducato farnesiano, fino alla fine del XVIII secolo.

### Stemma
Lo stemma dei Pallavicino era così illustrato:

## Marchesi dello Stato Pallavicino (1394-1587)

### Marchesi di Busseto (1394-1579)
| Titolo              | Nome                               | Periodo   | Consorte                                       | Note |
| Marchese di Busseto | Rolando I Pallavicino il Magnifico | 1394-1457 | Caterina Scotti                                | discendeva da Adalberto I, capostipite (+1007 circa) |
| Marchese di Busseto | Pallavicino                        | 1457-1486 | Caterina Fieschi                               | figlio di Rolando I, governò col fratello Gian Lodovico fino alla creazione del marchesato di Cortemaggiore nel 1479                                            |
| Marchese di Busseto | Gian Lodovico I                    | 1457-1479 | Anastasia Torelli                              | figlio di Rolando I, governò col fratello Pallavicino fino alla creazione del marchesato di Cortemaggiore nel 1479                                              |
| Marchese di Busseto | Galeazzo I                         | 1486-1520 | Elisabetta Sforza, Eleonora Pico               | figlio di Pallavicino, governò coi fratelli ed ebbe un figlio naturale legittimato, Adalberto, morto nel 1570                                                   |
| Marchese di Busseto | Cristoforo                         | 1486-1521 | Bona della Pusterla                            | figlio di Pallavicino, governò coi fratelli |
| Marchese di Busseto | Ottaviano                          | 1486-1518 | Bianca Federici-Todeschini, Battistina Appiani | figlio di Pallavicino e privo di figli maschi, governò coi fratelli                                                                                             |
| Marchese di Busseto | Girolamo (vescovo)                 | 1486-1506 |                                                | figlio di Pallavicino e privo di figli maschi, governò coi fratelli                                                                                             |
| Marchese di Busseto | Antonio Maria                      | 1486-1518 | Ambrosina Marliani                             | figlio di Pallavicino e privo di nipoti maschi, governò coi fratelli                                                                                            |
| Marchese di Busseto | Nicola                             | 1486-1495 |                                                | figlio di Pallavicino e privo di prole, governò coi fratelli |
| Marchese di Busseto | Gerolamo                           | 1521-1579 | Ortensia Colonna, Girolama Viritelli           | figlio di Cristoforo, governò coi fratelli; privo di figli maschi, fu l'ultimo marchese di Busseto e lasciò il suo patrimonio al cugino Sforza di Cortemaggiore |
| Marchese di Busseto | Francesco                          | 1521-?    |                                                | figlio di Cristoforo e privo di prole, governò coi fratelli |
| Marchese di Busseto | Ermete                             | 1521-1562 | Lavinia Carminati                              | figlio di Cristoforo e privo di figli maschi, governò coi fratelli                                                                                              |

### Marchesi di Cortemaggiore (1479-1579)
| Titolo                    | Nome                  | Periodo   | Consorte                                  | Note                                                                                         |
| Marchese di Cortemaggiore | Gian Lodovico I       | 1479-1481 | Anastasia Torelli                         | figlio di Rolando il Magnifico                                                               |
| Marchese di Cortemaggiore | Rolando II "il Gobbo" | 1481-1509 | Antonia Castiglioni, Laura Caterina Landi | figlio di Gian Lodovico I                                                                    |
| Marchese di Cortemaggiore | Gian Lodovico II      | 1509-1527 | Ippolita Pallavicino di Zibello           | figlio di Rolando II e privo di figli maschi, governò insieme al fratello Gaspare            |
| Marchese di Cortemaggiore | Gaspare               | 1509-1511 | Lodovica Trivulzio                        | figlio di Rolando II, governò insieme al fratello Gian Lodovico II                           |
| Marchese di Cortemaggiore | Gerolamo              | 1527-1557 | Camilla de' Rossi, Camilla Pallavicino    | figlio di Gaspare e privo di figli maschi                                                    |
| Marchese di Cortemaggiore | Cesare                | 1557-1561 | Camilla Pallavicino di Busseto            | figlio di Marcantonio (fratello di Gaspare e Gian Lodovico II) e privo di prole              |
| Marchese di Cortemaggiore | Sforza                | 1562-1579 | Giulia Sforza di Santa Fiora              | figlio di Manfredo (fratello di Gaspare e Gian Lodovico II), riunì nel 1579 i due marchesati |

### Marchesi di Busseto e Cortemaggiore (1579-1587)
| Titolo                              | Nome                     | Periodo   | Consorte                                              | Note |
| Marchese di Busseto e Cortemaggiore | Sforza                   | 1579-1585 | Giulia Sforza di Santa Fiora                          | privo di figli maschi, lasciò il suo patrimonio al parente Alessandro Pallavicino di Zibello                             |
| Marchese di Busseto e Cortemaggiore | Alessandro I Pallavicino | 1585-1587 | Lavinia Farnese, Francesca Sforza, Pantasilea Gaetani | fu costretto a cedere lo Stato Pallavicino alla Camera Ducale di Parma dal duca Alessandro Farnese                       |
| Marchese di Busseto e Cortemaggiore | Gerolamo Galeazzo III    | 1636-1637 | Ersilia Albani                                        | figlio di Galeazzo II e bisnipote di Galeazzo I, rientrò in possesso dello Stato Pallavicino, ma soltanto per pochi mesi |